# Paradaemonia
Paradaemonia é um gênero de mariposas, ou traças, neotropicais pertencentes à família Saturniidae e subfamília Arsenurinae, contendo várias espécies de hábitos noturnos e similares às folhas secas em sua camuflagem; encontradas em floresta tropical e subtropical úmida nas Américas; distribuídas do México e América Central ao Brasil. Foi classificado por Louis Eugène Bouvier, em 1925, na página 69 do texto "Nouvelles remarques sur les Saturniens du groupe de Arsenura"; publicado nos Annales de la Société entomologique de France, número 94; a sua espécie-tipo, Paradaemonia pluto, 
nomeada Saturnia pluto, em 1854, por John Obadiah Westwood, no texto "Descriptions of some New Species of Exotic Moths, belonging or allied to the Genus Saturnia";
publicado nos Proceedings of the Zoological Society of London, número 21; as lagartas desta espécie se alimentando de plantas do gênero Cuphea (Cuphea carthagenensis; família Malvaceae). Em repouso, seus indivíduos costumam esconder seu abdômen sob uma de suas asas. Como uma regra mais ou menos geral nessa família o tamanho do corpo desses insetos é relativamente pequeno em relação ao tamanho de suas asas.

## Espécies
De acordo com o Global Biodiversity Information Facility/BOLD Systems; com asterisco (*) estão as espécies registradas para o Brasil (fonteː SiBBr - Sistema de Informação sobre a Biodiversidade Brasileira; entre parênteses os cientistas que tiveram os nomes originais de seus gêneros modificados para Paradaemonia).
- Paradaemonia andensis (Rothschild, 1907)*
- Paradaemonia bahiana Brechlin & Meister, 2012
- Paradaemonia balsasensis C. Mielke & Furtado, 2005*
- Paradaemonia berlai Oiticica, 1946*
- Paradaemonia castanea (W. Rothschild, 1907)
- Paradaemonia gravis (Jordan, 1922)
- Paradaemonia iscaybambensis Brechlin & Meister, 2013
- Paradaemonia mayi (Jordan, 1922)*
- Paradaemonia meridionalis de Camargo, Mielke, & Casagrande, 2007*
- Paradaemonia nycteris (Jordan, 1922)*
- Paradaemonia orsilochus (Maassen, 1869)*
- Paradaemonia platydesmia (W. Rothschild, 1907)*
- Paradaemonia pluto (Westwood, 1854)*
- Paradaemonia ruschii May & Oiticica, 1943*
- Paradaemonia samba (Schaus, 1906)*
- Paradaemonia sinjaevi Brechlin, 2018
- Paradaemonia siriae Brechlin, Meister & van Schayck, 2012
- Paradaemonia terrena (Jordan, 1922)*
- Paradaemonia thelia (Jordan, 1922)*
- Paradaemonia vanschaycki Brechlin & Meister, 2012
- Paradaemonia winbrechlini Brechlin & Meister, 2012